# Napoléon de Lastelle
Napoléon de Lastelle, né le 7 février 1802 à Rivière du Rempart (Île Maurice) et mort d'une syncope chloroformique (peut-être provoquée) le 17 juin 1856 à Tamatave ( Madagascar) à l'âge de 54 ans, est le personnage majeur de l'histoire et du développement de Madagascar avant la colonisation française et il sera fait prince de la famille royale par la reine Ranavalona Ire. 

## Biographie
Issu d'une grande famille d'armateurs et de capitaines de Saint-Malo, Napoléon de Lastelle est le fils de Martin de Lastelle, capitaine au long cours et de Marie Jeanne Bellouard, créole de l'île Maurice, il part à St Malo lorsque les Anglais prennent possession de l'île Maurice en 1810. Il revient dans l'Océan Indien en 1825, reçoit son brevet de Capitaine au long cours en 1826 et il s'installe à Madagascar en 1829, d'abord comme agent puis comme associé de la société de négoce de Rontaunay et Compagnie à Mahela. Seul Européen à tenir tête à la cruelle reine Ranavalona Ire, il réussit à l'associer à ses activités et il sera l'acteur étranger le plus important de la politique et du commerce de Madagascar avant la colonisation française.
Par deux fois, il vint à Paris rencontrer le gouvernement français pour lui proposer, avec l'accord de Ranavalona I, une coopération qui aurait permis à la France de prendre pied de façon pacifique à Madagascar, mais Louis-Philippe n'osa pas risquer de fâcher les Anglais. Madagascar était en effet devenue indispensable pour leurs approvisionnements aussi bien aux Français de l'île Bourbon (Réunion) qu'aux Anglais de l'île Maurice.
Napoléon de Lastelle s'établit sur 300 km de la côte Est de Madagascar. Avec la main-d'œuvre d'esclaves fournis par la reine, il construisit les premières sucreries, rhumeries, charpenteries, et bien d'autres fabriques. Il planta des cocotiers, du café, de la canne à sucre et toutes sortes d'arbres et de plantes importés de la Réunion et de France. Il fit venir des vaches et des bœufs de diverses provenances. En association avec de Rontaunay de la Réunion, ils faisaient naviguer des milliers de marins sur des centaines de bateaux qui ravitaillaient les Mascareignes, la côte ouest de l'Australie, l'Afrique du Sud, la France, et ramenaient à la Cour de Madagascar aussi bien des fusils que du mobilier, des tissus, des uniformes et des robes, et toute sorte d'objets de la civilisation. 

## Activités
Ses activités consistaient à produire ou acheter biens, riz, bœufs, gomme de copal, cire, peaux etc., destinés en priorité à Bourbon, à Maurice, et bien au-delà, à veiller à la bonne culture des plans de canne a sucre et de café, négocier l'achat des produits que sa société ne fabriquait pas, organiser le troc, fusil et poudre en échange des droits accordés par le gouvernement de la reine. Il était présent partout, de Tamatave à Mananjary sur les nombreux points de traite qu'il avait créé sur la cote Est, et dans la capitale Tananarive. Il entretenait aussi un vaste réseau d'informateurs et d'espions (entre autres parmi les officiers de haut rang de la cour) ce qui lui permettait d'avoir une oreille partout du nord au sud de l'ile.
En 1840, sa société employait 2 300 personnes dans ses forges, ses ateliers mécaniques et ses plantations (canne à sucre, caféier et cocotier).

## Rencontre avec Jean Laborde
En novembre 1831, Jean Laborde, un gascon français de 25 ans fait naufrage au nord de Fort-Dauphin. Avec son équipage, ils sont faits prisonniers par une tribu de la côte qui les emmène à Mahela pour les remettre à de Lastelle.  
Impressionné par les nombreux « talents » de Jean Laborde, Napoléon de Lastelle l'introduit auprès de la reine Ranavalona I à Tananarive pour qu'il fabrique localement les armements et d'autres produits dont elle avait besoin (fusils, balles, canons, poudre, savon...). Ce qu'il réalisera à l'usine et la fonderie créées à Ilafy puis à Mantasoa. 

## Vie privée
Napoléon de Lastelle a épousé vers 1830 Victoire Sija, une princesse betsimiraka, veuve de Joseph Arnoux associé de la maison De Rontaunay et Compagnie. De cette union naitra Elisa de Lastelle, « princesse » de Mahela (1832-1920). Il aura une relation en 1850, à Tamatave, avec Juliette Fiche.

## Décès
Napoléon de Lastelle meurt mystérieusement le 17 juin 1856. Certains auteurs avanceront la thèse de l'accident et d'autres la thèse d'une action anglaise.

## Sources
- Michel Pruche «de Lastelle»,  Napoléon de Lastelle, Prince de Madagascar, Éditions Orphie, 2011

Livre fondé pour l'essentiel sur des archives diverses à Aix-en-Provence (correspondance entre les autorités en France et à l'île Bourbon), à Saint-Malo, à la Réunion, à l'île Maurice et de la famille Fiche généalogique de Napoléon de Lastelle ou encore Fiche Napoléon de Lastelle
Michel Pruche est né en 1945 à l’île d’Ouessant où son père était médecin. Depuis l’adolescence, son port d’attache est Saint Malo, patrie de ses ancêtres. Il a alterné des périodes de vie sur des voiliers, parfois en famille, parfois en solitaire à travers les océans, et la responsabilité de directeur de sociétés filiales de groupes internationaux de transports et logistique. Globetrotter et polyglotte, à présent retraité, il habite la majeure partie de l’année en Thaïlande. En dehors de publications dans des revues nautiques, il a édité quatre livres sous différentes combinaisons de son nom (en fonction de thèmes très divers), dont l’essai toujours plus actuel Dieu créateur du sang et des larmes, par Michel de Lastelle, paru en 2006 chez ABM. On notera qu'un Michel de Lastelle, sans rapport avec Michel ou encore Yvon Pruche, a armé le navire "Le Mercure" à Saint Malo.
Élisa de Lastelle, fille de Napoléon et Princesse de Mahéla, a épousé un Pierre Pruche en 1852, ce qui explique que cet ouvrage voit figurer le nom de Pruche de Lastelle, qui est donc un pseudonyme ne correspondant pas à une modification d'état civil.